# Набатников, Юрий Иванович
Юрий Иванович Набатников (16 июля 1946, Саратов — 21 октября 2024) — депутат Курганской областной Думы V созыва (2010—2015), токарь, Герой Социалистического Труда (1981), член бюро Курганского обкома КПРФ, главный редактор газеты «Коммунист Зауралья».

## Биография
Юрий Иванович Набатников родился 16 июля 1946 года в городе Саратове Саратовской области.
Мама Юрия Набатникова ушла из жизни рано, когда ребёнку было всего семь лет.
В 1957 году отец, Иван Алексеевич Набатников, устроился на работу агрономом в учебное хозяйство Куртамышского сельскохозяйственного техникума.
Окончил семь классов школы в Куртамыше и Курганское ремесленное училище № 1.
В 1962 году окончил училище и начал работать токарем третьего разряда на заводе «Уралсельмаш» (в 1966 году из него выделен Курганский завод колёсных тягачей им. Д. М. Карбышева).
В 18 лет стал лучшим по профессии в цехе, отличником качества, ударником. Через несколько лет он уже участник Всесоюзного конкурса-смотра научно-технического творчества молодёжи, участник встречи новаторов производства социалистических стран.
В общей сложности Набатников проработал на заводе 26 лет, освоив смежные профессии шлифовщика, фрезеровщика и сверловщика. В числе первых на своём предприятии он стал работать по личному творческому плану, а позднее одним из первых перешёл на нормированные задания, внедрял бригадный подряд на своём участке. Задания на девятую и десятую пятилетки были выполнены Набатниковым досрочно.
С 1973 года член КПСС. Активно участвовал в общественной работе и занимался наставнической работой с молодежью. Неоднократно избирался членом цехового бюро ВЛКСМ, заводского и областного комитетов ВЛКСМ, членом заводского комитета профсоюза, членом парткома завода и членом бюро Курганского городского комитета КПСС. Неоднократно избирался делегатом заводских, районных, городских и областных комсомольских, профсоюзных и партийных конференций. Избирался делегатом отраслевого съезда профсоюза работников автотракторного машиностроения СССР и XVII съезда ВЦСПС. Трижды принимал участие в слётах карбышевцев разных лет, был среди организаторов слёта в 1982 году в Кургане.
Указом Президиума Верховного Совета СССР от 31 марта 1981 года за «выдающиеся производственные успехи, достигнутые в выполнении заданий десятой пятилетки и социалистических обязательств, и проявленную трудовую доблесть» токарю 6-го разряда цеха № 8 КЗКТ Юрию Ивановичу Набатникову присвоено звание Героя Социалистического Труда с вручением ордена Ленина и золотой медали «Серп и Молот».
В марте 1984 года был в составе делегации, посетившей город Руфина (Италия), город-побратим Кургана.
После окончания вечерней средней школы в 1987 году окончил без отрыва от производства Свердловскую высшую партийную школу.
С 1987 года Набатников работал заместителем директора СПТУ № 2 по учебно-производственной работе, а с 1990 года — заместителем председателя Курганского областного комитета ДОСААФ.
В 1993—1999 годах он работал начальником отдела стационарных учреждений в Курганском областном (позднее Главном) управлении соцзащиты. Активно занимается общественной и политической деятельностью. Затем, до 2006 года работал главным специалистом этого же отдела, откуда ушёл на пенсию.
В 1995 году учился на курсах в Московском социальном университете.
С 2001 года Набатников возглавлял Курганскую региональную общественную организацию Героев Социалистического Труда и полных кавалеров ордена Трудовой Славы.
Являлся членом КПРФ, в 1992—2000 годах был секретарём Курганского горкома КПРФ. Неоднократно избирался сопредседателем, членом Курганского горкома КПРФ. В настоящее время член бюро Курганского обкома КПРФ.
14 марта 2010 года избран депутатом Курганской областной Думы V созыва от единого избирательного округа (Курганское областное отделение политической партии «Коммунистическая партия Российской Федерации»), № 2 — Центральная региональная группа (город Курган). Член фракции политической партии «КПРФ», член комитета по бюджету, финансовой и налоговой политике; член комитета по социальной политике. В депутаты Курганской областной Думы VI созыва не баллотировался.
18 мая 2019 года, на V (внеочередном) пленуме Комитета Курганского областного отделения КПРФ Ю. И. Набатников был избран главным редактором газеты «Коммунист Зауралья».
Умер 21 октября 2024 года в результате тяжёлой болезни в возрасте 78 лет.

## Награды
- Герой Социалистического Труда, 31 марта 1981 года
  - Орден Ленина № 459000
  - Медаль «Серп и Молот» № 19828
- Орден Ленина, 5 марта 1974 года
- Орден Трудового Красного Знамени, 5 апреля 1971 года
- Юбилейная медаль «За доблестный труд. В ознаменование 100-летия со дня рождения Владимира Ильича Ленина», 1970 год
- Медаль «Ветеран труда»
- Почетная грамота Правительства Курганской области
- Ударник коммунистического труда, 1964 год
- Медаль «Маршал Советского Союза Жуков» (Награда Постоянного Президиума Съезда народных депутатов СССР)[10]
- Медали КПРФ[11]

## Семья
- Отец — Иван Алексеевич Набатников, участвовал в восстановлении разрушенных в гражданскую войну шахт Донбасса, затем трудился на Саратовском авиационном заводе, участник Великой Отечественной войны, окончил Саратовский сельскохозяйственный институт, работал специалистом в сельском хозяйстве.
- Мать — Анастасия Захаровна (род. с. Звериноголовское, ныне Курганская область), агроном
- Жена — Галина Александровна, заведующая столовой ОАО «Кургандормаш»
  - Сын — Андрей, в Управлении внутренних дел
  - Дочь — Наталья, продавец